# Niedziałki (Niedziały)
Niedziałki (niem. Fünfhuben) – przysiółek wsi Niedziały w Polsce, położony w województwie warmińsko-mazurskim, w powiecie kętrzyńskim, w gminie Barciany. Wchodzi w skład sołectwa Winda.
W latach 1975–1998 przysiółek administracyjnie należał do województwa olsztyńskiego.

## Historia
Niedziałki powstały jako majątek ziemski w czasach krzyżackich. Majątek ziemski w Niedziałkach w roku 1913 miał powierzchnię 202 ha, a jego właścicielem był von Helmerking.